# Rolls-Royce Tay

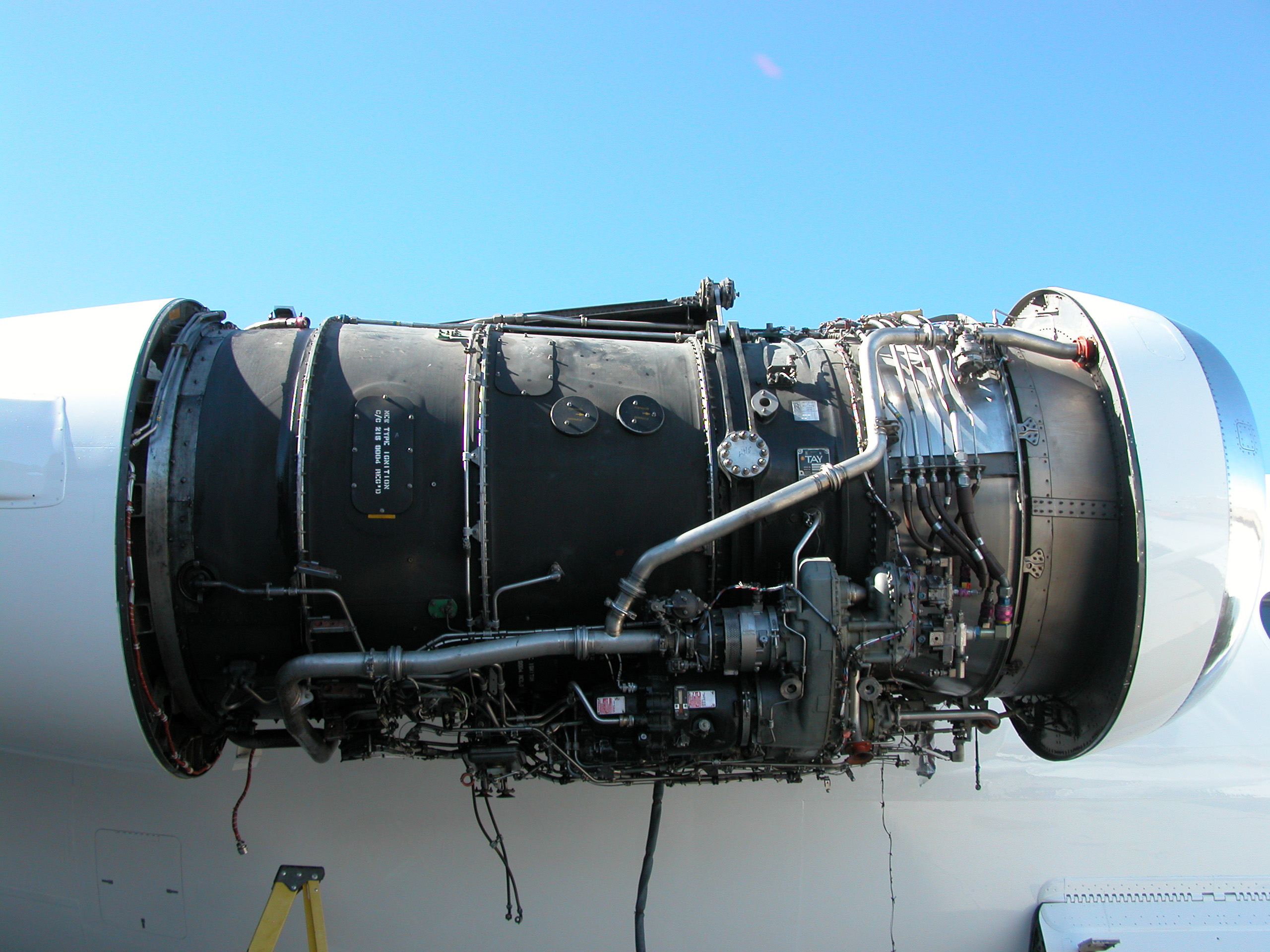
Rolls-Royce Tay

Tay ist der Name zweier Strahltriebwerke des britischen Herstellers Rolls-Royce.

## Erstes Rolls-Royce Tay auf Basis des Nene-Triebwerkes
Das erste Tay genannte Triebwerk (Rolls-Royce RB.44), ein Turbojet, basierte auf dem Rolls-Royce Nene und wurde während der 1950er-Jahre verwendet. Grundsätzlich handelt es sich um ein Nene-Triebwerk, das mit einem Nachbrenner ausgerüstet wurde. An Pratt & Whitney wurde eine Lizenz verkauft und das Triebwerk kam als Pratt & Whitney J48 in der Grumman F9F Panther und der Lockheed F-94 zum Einsatz. Eine weitere Lizenz ging an Société Française Hispano-Suiza in Frankreich (Bois-Colombes), die das Triebwerk als Hispano-Suiza Verdon vermarkteten. Es kam in der Dassault Mystère IV zum Einsatz. Der Nennschub lag bei 27,8 kN.

## Zweites Rolls-Royce Tay auf Basis des Spey-Triebwerkes
Das zweite Tay-Triebwerk basiert auf dem Rolls-Royce Spey und ist ein Turbofan. Es wurde 1986 erstmals zugelassen. Die Niederdruckkomponenten stammen dabei jedoch vom Rolls-Royce RB211. Dadurch konnte das Nebenstromverhältnis gegenüber dem Spey auf 3 erhöht werden. Es wird oder wurde in der Gulfstream IV (Tay 611-8, 62 kN), der Fokker 70 (Tay 620, 62 kN) und Fokker 100 (Tay 620, 62 kN oder Tay 650, 67 kN) verwendet. Des Weiteren existieren Umbausätze auf das Tay-Triebwerk für die BAC 1-11 (Tay 650, 67 kN), Boeing 727 (Tay 651, 64 kN) und Douglas DC-9 (Tay 651, 64 kN). Das Triebwerk ist noch in Produktion. Die neueste Version der Tay 611-8 (Tay 611-8C) ist mit einer EEC ausgerüstet. Es ist das einzige Triebwerk dieser Baureihe, das nicht hydro-mechanisch gesteuert wird, sondern mit Hilfe der FADEC. Es besitzt somit eine geänderte Kraftstoffanlage.
Die modernisierte Version des Tay 611-8 ist das Tay 611-8C. Es besitzt einen Luftmassendurchsatz von 416 lbs/sec und einen Schub von 13.850 lbs auf Meereshöhe. Es ist Flat-rated bis ISA+15 °C. Das By-Pass-Ratio liegt bei 3,2:1. Daher handelt es sich um ein Turbo-Fan-Triebwerk mit mittlerem Nebenstromverhältnis. Der Kompressor umfasst einen einstufigen Fan, einen dreistufigen Niederdruckkompressor und einen 12-stufigen Hochdruckkompressor in axialer Bauform. Das Verdichtungsverhältnis beträgt 16:1. Die Brennkammer besteht aus zehn Flammrohren die durch Durchzündrohre miteinander verbunden sind. An ihr schließt sich die zweistufige Hochdruckturbine und die dreistufige Niederdruckturbine an. Gekühlt werden nur die erste Turbinenstufe sowie die Leitschaufeln der zweiten Stufe. Die Turbineneintrittstemperatur bei Take-Off (Volllast) beträgt 1390K.
Das Kraftstoffsystem wird von der EEC gesteuert und besteht aus einer Niederdruckpumpe, einer Hochdruckpumpe, dem Fuel-Cooled-Oil-Cooler (FCOC) und der Fuel-Metering-Unit (FMU).
Das Startsystem besteht aus einem Turbine-Airstarter der an die External Gearbox montiert wird und mit 28PSI Druckluft arbeitet. Die Steuerung des Startvorgangs übernimmt die EEC. Sie regelt die Startluftmenge über das Starter-Air-Valve (SAV).
Das Leergewicht dieses Triebwerks liegt bei 3390 lbs. Der größte Gehäusedurchmesser beträgt 48,8". Der Fandurchmesser misst 44,8" und die Länge von Nose-Cone zu Exhaust-Cone 102".
Das Triebwerk ist mit einem hydraulisch betätigten Thrust-Reverser (TRU) ausgestattet, der elektronisch von der EEC angesteuert wird.
Der im Reiseflug gelieferte Schub beträgt 1900 lbs bei 43.000 ft und einer Geschwindigkeit von 0,8 Mach. Der SFC (specific fuel consumption) bei diesen Konditionen beträgt 0,707 lbs/hr/lbs. Der Drehsinn der Welle ist von hinten gesehen gegen den Uhrzeigersinn (CCW).
Das Tay-Triebwerk besitzt sieben Hauptlager. Kugellager dienen zur Schubaufnahme. Um beide Wellen lagern zu können, befinden sich jeweils zwei Kugellager im Diffuser-Case. Die restlichen fünf Lager sind Rollenlager. Sie eignen sich zu Aufnahme der Hochdruck- und Niederdruck-Turbine, da sie die thermische Längenausdehnung kompensieren können.
Das Triebwerk wird in sieben Module aufgeteilt. Modul 01 umfasst den mit 22 Schaufeln bestückten Fan. Daran schließt sich mit Modul 02 der dreistufige Niederdruckkompressor an. Modul 03 bezeichnet den Hochdruckkompressor. Modul 04 entspricht der Brennkammer und Hochdruckturbine. Die Niederdruckturbine wird als Modul 05 bezeichnet. Modul 06 ist die Getriebesektion für Aggregate, Modul 07 das Zwischengehäuse.

### Technische Daten
|                      | Tay 611-8        | Tay 650          |
| -------------------- | ---------------- | ---------------- |
| Schub                | 62 kN            | 67 kN            |
| Nebenstromverhältnis | 3,04:1           | 3,06:1           |
| Druckverhältnis      | 15,8:1           | 16,2:1           |
| Länge                | 2405 mm          | 2405 mm          |
| Durchmesser          | 1118 mm          | 1138 mm          |
| Leergewicht          | 1339 kg/3390 lbs | 1515 kg/3516 lbs |
| Kompressor ND-Stufen | 3+1 Fan          | 3+1 Fan          |
| Kompressor HD-Stufen | 12               | 12               |
| Turbine ND-Stufen    | 3                | 3                |
| Turbine HD-Stufen    | 2                | 2                |
| Brennkammern         | 10               | 10               |